# 阿爾塔穆拉主教座堂

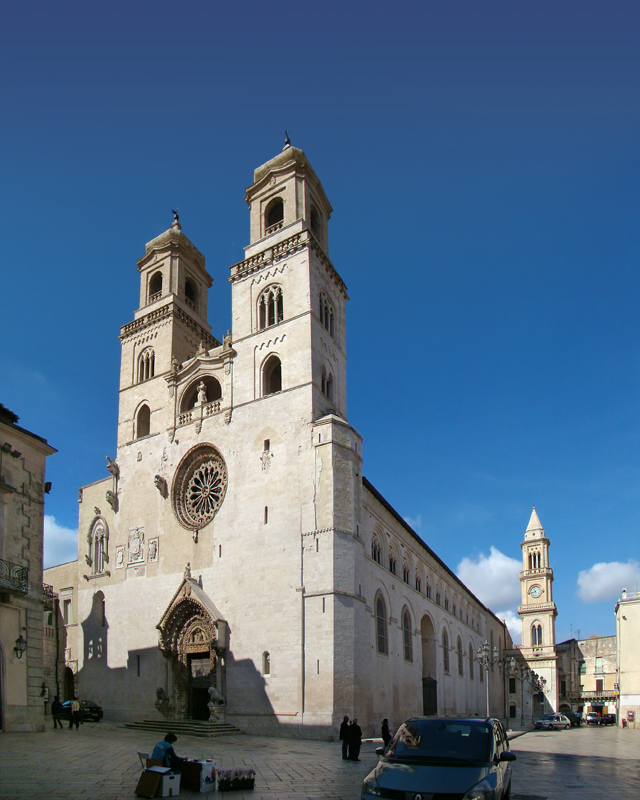
阿爾塔穆拉主教座堂

阿爾塔穆拉主教座堂（義大利語：Duomo di Alamura）是意大利普利亞大區巴里省城市阿爾塔穆拉的一座羅馬天主教的主教座堂，奉獻予聖母升天。這座教堂始建於1232年。近年來阿爾塔穆拉主教座堂經歷了多次修復。